# 카와이 유미
카와이 유미(일본어: 河合 優実 かわい ゆうみ[*], 2000년 12월 19일 ~ )는 일본의 배우이다.

## 출연 작품

### 영화
- 썸머 필름을 타고! (2021) - 킥보드 역
- 유코의 평형추 (2021) - 코바타 모에 역
- 플랜 75 (2022) - 나리미야 하루코 역
- 백화 (2022) - 타나베 미사키 역
- 한 남자 (2022년) - 아키네 역
- 소녀는 졸업하지 않는다 (2023) - 마나미 야마시로 역
- 4월이 되면 그녀는 (2024) - 사카모토 준 역
- 나미비아의 사막 (2024) - 카나 역
- 적이 온다 (2025)
- 르누아르 (2025) - 키타 쿠리코 역
- 오늘 하늘이 가장 좋아, 라고 아직 말할 수 없는 나는 (2025) - 사쿠라다 하나 역
- 여행과 나날 (2025) - 나기사 역

### 극장 애니메이션
- 룩백 (2024년) - 후지노 역